# Aké-Douanier
Aké-Douanier est une localité rurale dans le Sud de la Côte d'Ivoire dans la région de l'Agnéby-Tiassa. La localité d'Aké-Douanier est administrativement rattachée au département d'Agboville,.